# Fairfield (Maine)
Fairfield es un pueblo ubicado en el condado de Somerset en el estado estadounidense de Maine. En el Censo de 2010 tenía una población de 6.735 habitantes y una densidad poblacional de 47,64 personas por km².

## Geografía
Fairfield se encuentra ubicado en las coordenadas 44°39′6″N 69°39′41″O / 44.65167, -69.66139. Según la Oficina del Censo de los Estados Unidos, Fairfield tiene una superficie total de 141.37 km², de la cual 139.22 km² corresponden a tierra firme y (1.52%) 2.15 km² es agua.

## Demografía
Según el censo de 2010, había 6.735 personas residiendo en Fairfield. La densidad de población era de 47,64 hab./km². De los 6.735 habitantes, Fairfield estaba compuesto por el 97.37% blancos, el 0.45% eran afroamericanos, el 0.42% eran amerindios, el 0.49% eran asiáticos, el 0.03% eran isleños del Pacífico, el 0.09% eran de otras razas y el 1.16% pertenecían a dos o más razas. Del total de la población el 0.48% eran hispanos o latinos de cualquier raza.